# باسيل جورج قس موسى

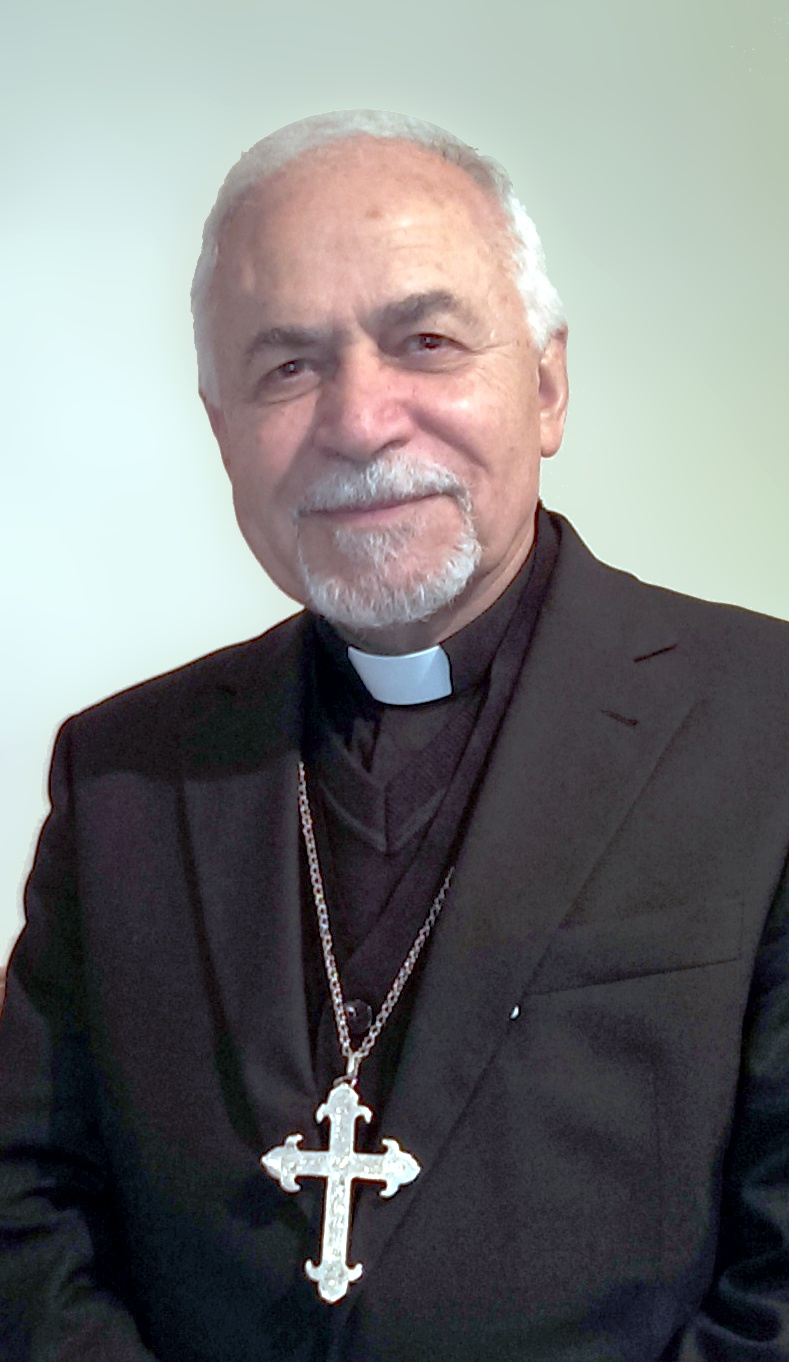
باسيل جورج كسموسا (2013)

باسيل جورج قس موسى (مواليد 25 أكتوبر 1938 في بغداد) هو أسقف في الكنيسة السريانية الكاثوليكية، شغل منصب الزائر الرسولي للسريان الكاثوليك في غرب أوروبا من 2014 إلى 2017. وكان سابقًا رئيس أساقفة الأبرشية السريانية في الموصل من 1999 إلى 2010، وشغل منصب مسؤول في ديوان الكنيسة السريانية الكاثوليكية من 2011 إلى 2014.
تم رسامته كـقس في يونيو 1962، وعمل لمدة ثلاثين عامًا كمحرر لـChristian Source، وكان نشطًا في الاتحاد الدولي للصحافة الكاثوليكية. انتُخب رئيس أساقفة للأبرشية السريانية في الموصل في مايو 1999، وتولى المنصب في ديسمبر من نفس العام. كان للأبرشية في الموصل نحو 35,000 سرياني كاثوليكي، و36 كاهنًا، و55 راهبًا. وعلى الرغم من مغادرة الكثير من المسيحيين العراقيين البلاد بسبب الهجمات التي أعقبت غزو العراق، اختار كسموسا البقاء.
تعرض قس موسى للاختطاف على يد مسلحين في الموصل في 17 يناير 2005 عن عمر يناهز 66 عامًا. رغم المخاوف من موجة جديدة من الهجمات على مسيحيون العراق، بدا أن الدافع كان في الأساس فدية مالية، قدرت بـ200,000 دولار أمريكي. وقد أدين الاختطاف على نطاق واسع. وأُفرج عنه في اليوم التالي، 18 يناير، دون دفع أي فدية.
في الثلاثاء 1 مارس 2011، منح بندكت السادس عشر موافقته على الانتخاب القانوني (الذي قام به سينودس أساقفة الكنيسة السريانية الكاثوليكية) للأب يوحنا بطرس موشي، الذي كان آنذاك بروتوسينكيلوس (الوكيل العام) لأبرشية الموصل، كرئيس أساقفة منتخب جديد للأبرشية، خلفًا لكسموسا. وانتقل كسموسا إلى ديوان بطريركية الكنيسة السريانية الكاثوليكية.
في الإثنين 13 يناير 2014، عيّنه البابا فرنسيس زائرًا رسوليًا للسريان الكاثوليك في غرب أوروبا.
في الأربعاء 21 يونيو 2017، قبل البابا فرنسيس استقالته من منصب الزائر الرسولي للسريان الكاثوليك في غرب أوروبا وعين المونسنيور رامي الكبلان خلفًا له.

## المناصب
| ألقاب مسيحيَّة كاثوليكيَّة     | ألقاب مسيحيَّة كاثوليكيَّة                       | ألقاب مسيحيَّة كاثوليكيَّة |
| -------------------------- | -------------------------------------------- | ---------------------- |
| سبقه سيريل إيمانويل بيني   | رئيس أساقفة الموصل 1999 - 2010               | تبعه يوحنا بطرس موشي   |
| سبقه يوليوس ميخائيل الجميل | زائر رسولي للسريان في غرب أوروبا 2014 - 2017 | تبعه رامي الكبلان      |

## وصلات خارجية
- مقابلة مع Catholic World News
- تاريخ المسيحيين العراقيين في BBC
- السيرة الذاتية من Catholic Hierarchy